# Тяпкин, Иван Васильевич (Старший)
Ива́н Васи́льевич Тя́пкин (Старший) — русский дворянин, военный второй половины XVII века, поручик (1672), дворянин московский (1678), двоюродный брат первого русского резидента Василия Михайловича Тяпкина.

## Биография
Родился в 1641 году в семье авторитетного ростовского дворянина Василия Федоровича Тяпкина, был младшим сыном в семье. Имел братьев Федора, Афанасия, Алексея и Андрея. В 1672 году упоминается в качестве поручика полков нового строя. С 1678 года — дворянин московский. Скончался в 1705 году.